# Von Schoting
von Schoting (före adlandet van Schoting) är en svensk adelsätt med ursprung från Salzburg i Österrike och Flandern i Nederländerna vilken invandrade till Sverige år 1607 för att delta i uppbyggnaden av handelstaden Göteborg. Adam Schoting adlades 1727 av Fredrik I.

## Historia
Släkten lär vara känd från 1100-talet i Salzburg i Österrike, och i Nürnberg i Tyskland, innan den under 1500-talet flyttade till Flandern.
Rolof van Schoting (död 1643) invandrade från Flandern till Sverige 1607 tillsammans med andra holländska köpmän som Jacob de Rees och Lambert van Sommern efter inbjudan av Karl IX vilken aktivt bjöd in holländska köpmän för att delta i uppbyggnaden av handelsstaden Göteborg, genom att ett erbjuda förmånliga privilegier.
Rolof van Schoting och hans släkt åtnjöt skattefrihet i två generationer. Han blev rådman i Göteborg där han är medtagen i Göteborgs magistrats rådmanslängd år 1640. Rolof van Schoting gifte sig med Gertrud Diedrichsdotter von Heimskirch (1579-1634). Deras son Timon Roloffson van Schoting (1603-1675) var rådman i Göteborg och gifte sig med Clara de Rees (1603-1642), dotter till ovan nämnde Jacob de Rees, vilken hade gift sig med Maria von Sommern (dotter till Lambert van Sommern ovan) som efter att ha varit rådman och justitiepresident i Göteborg, hade 1627 flyttat till Stockholm och blivit apotekare. Claras bror justitiepresidenten Arnold de Rees var borgmästare i Ronneby.
Med dessa täta släktförbindelser bildade de från Holland inflyttade köpmännen en klanliknande ekonomisk sfär, och Jacob de Rees omtalas 1641 i Kungliga rådet som en av de tolv främsta handelsmännen i landet som borde tillfrågas om myntväsendet för att förhindra opposition mot regeringens åtgärder.

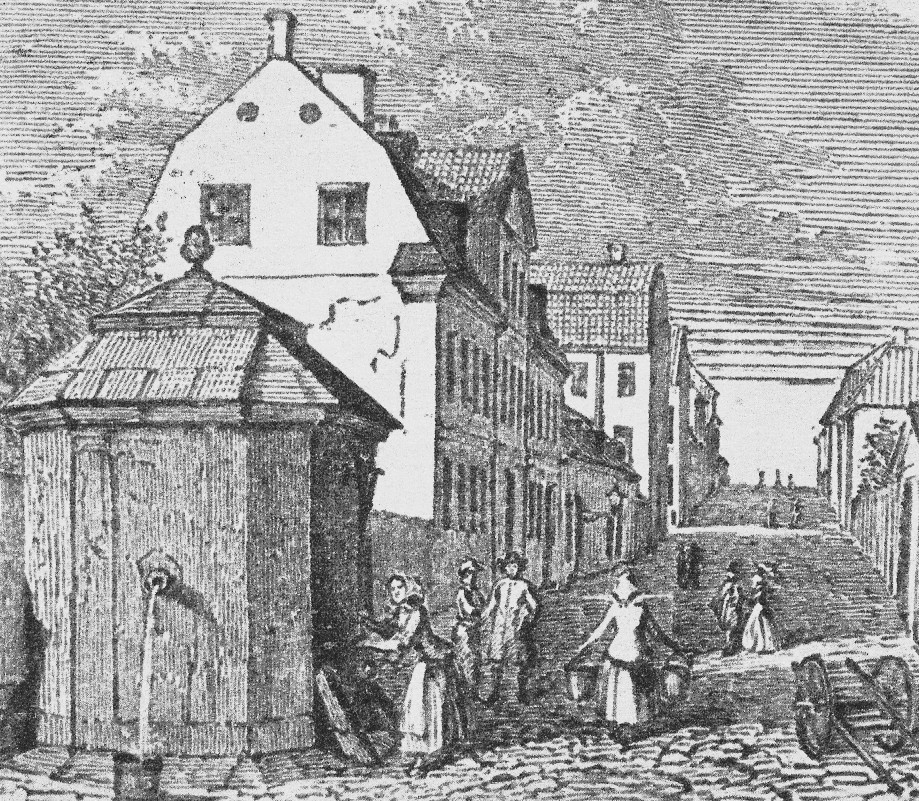
Daurerska huset 1861

Timon och Clara van Schotings dotter Maria van Schoting, gift Dauerer (1624-1688), gifte sig 1646 med apotekaren Georg Christian Daurer, samma år som han av  Marias morfar Jacob de Rees köpte Apoteket Markattan (efter 1892 Leoparden), ett tidigt apotek som inrättades vid nuvarande Stora Nygatan 28 i Gamla stan, Stockholm. Efter att Daurer gick bort 1664 drevs apoteket vidare av änkan Maria Dauerer, men redan under makens sista levnadsåren ansvarade hon för apotekets drift, eftersom han på grund av sjukdom var sängliggande. Markattan anses vara det andra, för offentligheten tillgängliga apotek som anlades i Stockholm, och Maria Dauerer anses vara Sveriges första kvinnliga apotekare. Maria Dauerer ägde också Stora Daurerska huset-Daurerska malmgården på Södermalm och är farmors farmor till Carl Michael Bellman som föddes i Daurerska malmgården. 
Timon van Schoting och Clara du Rées fick också sonen Paul van Schoting (1629-1677), handlare i Ronneby och som gift med Catharina Wolter von Westhausen (1638-1722) fick sonen Jakob van Schoting (född 1661), vilken blev handelsman i Stockholm. Jakob gifte sig 1688 med Magdalena Leijel och deras son Adam van Schoting (1689–1748), gift med Sara Stierneroos (1687-1760), var militär och major vid infanteriet. Han deltog som officer i ett flertal slag, och utmärkte sig i det stora nordiska kriget, varför han adlades 1727 i på Stockholms slott av kung Fredrik I med namnet von Schoting. Han  introducerades samma år på Sveriges Riddarhus på nummer 1830.. 
Släkten von Schoting har varit verksam som militärer och är omskriven som en av Stockholms mest kända köpmannafamiljer, och som godsägare bedrivit jordbruk på Ekolsund, Sundbyholms slott, Stensholms säteri, samt kopplats till andra adliga släkter som von Heimskirch, Leijel, von Sommern, Stierneroos, von Hausswolff, Lilliestråle, Lilliehöök af Fårdala, och Hamilton.
Sveriges första astronaut, Christer Fuglesang, är son till Erna von Schoting.

## Vapen
Sköldebrevet utfärdades dock först 1777 på Drottningholms slott av kung Gustav III.
| ”                              | En Gyllende Skjöld, Ofwantill twärdelad med en blå Chef, hwaruti Tre Silfwerkulor i bredd äro stäldte. Uti det gyllende Fältet nedanföre Chefen ses ett uppå en grön Marck åt Höger på Twenne Fötter gående rödt Lejon, hållande emellan både framfötterne en Muscuet af Naturlig Färg. Uppå Skjölden står en Öppen Tornerehjelm, hwarutur, emellan Twenne gröna Palmqwistar sig till Hälften upreser en till Höger wänd Rödklädd Man, med röd hatt, zirad med hwita och röda Fjädrar, läggande till ögat en lika Musquet som i Skjölden finnes. Hjelm Krantsen är wirad af Guld, Rödt och blått, och och (Sic!) Löfwärcket är i dagen af Guld och i grunden Rödt. aldeles som det samma här bredewid med sina rätta färgor afmålat finnes. | „ |
| – Sköldebrevet i original, RHA | |   |